# 大野町 (神奈川県)
大野町（おおのまち）は、神奈川県中郡に存在した町。
現在の平塚市北東部の相模川西岸、国道129号沿いに位置した。本項では町制前の大野村（おおのむら）についても記す。

## 地理
- 河川：相模川

## 歴史
- 1889年（明治22年）4月1日 - 町村制の施行により、真土村、中原上宿村、中原下宿村、四之宮村、八幡村、南原村および平塚駅飛地が合併して大住郡大野村が発足。
- 1896年（明治29年）4月1日 - 郡制の施行のため大住郡が淘綾郡と統合され、所属郡が中郡に変更[1]。
- 1944年（昭和19年）2月11日 - 町制施行し大野町となる。
- 1956年（昭和31年）
  - 4月1日 - 豊田村を編入。
  - 9月30日 - 平塚市に編入。同日大野町廃止。

## 名所・旧跡

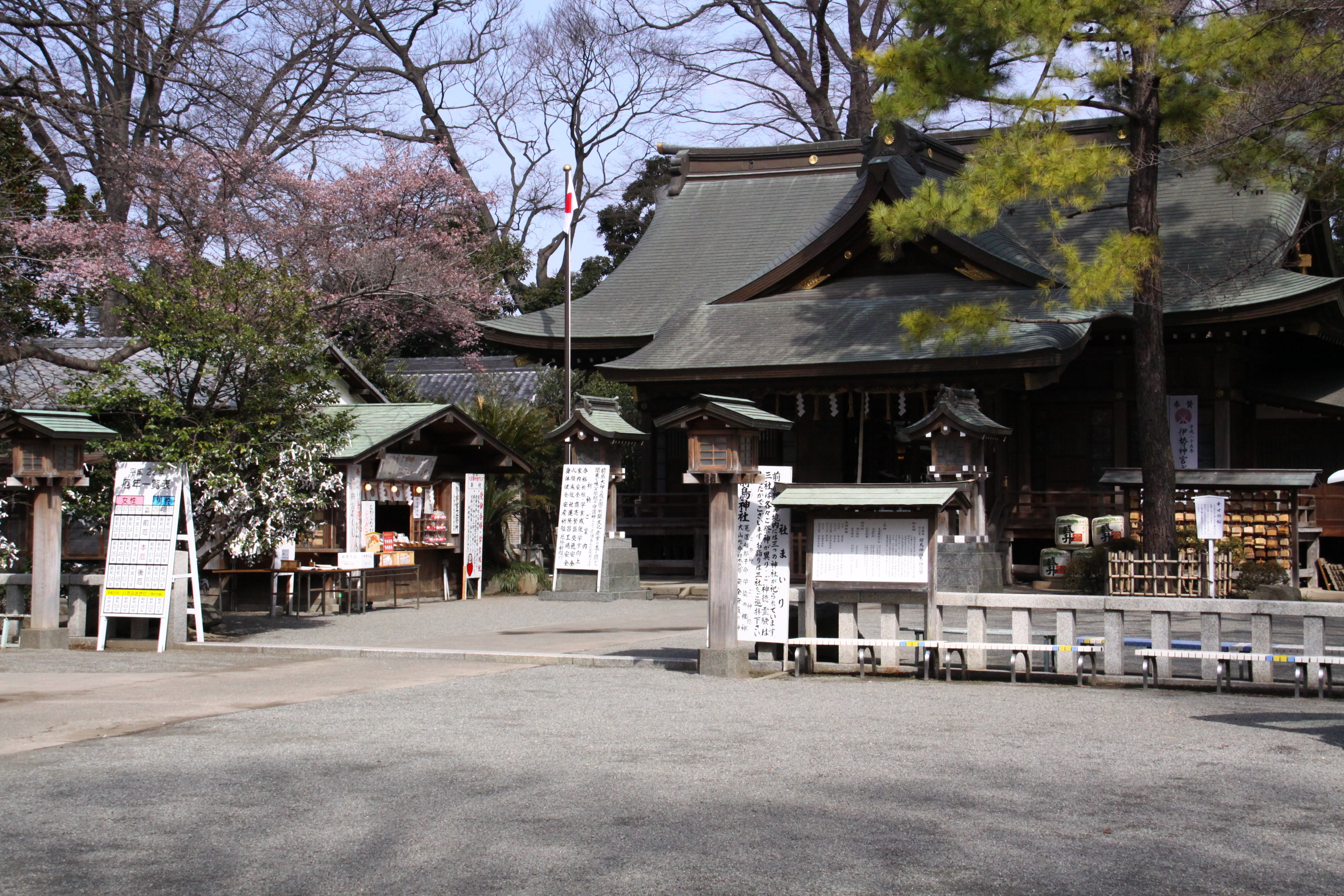
前鳥神社の拝殿

- 前鳥神社